# Yativrisham Acharya
Yativrisham Acharya (c 176 a.C.), foi um matemático indiano jain, autor de um texto matemático chamado Tiloyapannati.